# مسجد عمر بن الخطاب (الجزائر العاصمة)
مسجد عمر بن الخطاب أو مسجد وادي البساكرة أو مسجد بلاطو هو مسجد قائم في بلدية الجزائر الوسطى بولاية الجزائر. ويؤدي هذا المسجد الجامع دوره تحت إشراف مديرية الشؤون الدينية والأوقاف لولاية الجزائر ووصاية وزارة الشؤون الدينية والأوقاف.

## نبذة تاريخية
الأرضية التي بُنِيَ عليها مسجد عمر بن الخطاب كانت تابعة لأوقاف مدينة الجزائر خارج أسوار القصبة. تم الشروع في بناء مسجد عمر بن الخطاب في سنة 1966م. ودامت أشغال البناء أربعة أعوام ليتم تدشين المبنى في عام 1970م. وصار بذلك مسجدا يحمل اسم الصحابي عمر بن الخطاب.

## قاعات الصلاة
يحتوي مسجد عمر بن الخطاب على أربع قاعات للصلاة.
- القاعة الرئيسية لها بابان يطلان على شارع لسان الدين بن الخطيب، وهي مخصصة للرجال، ومساحتها 1200 م².
- القاعة الخلفية، وهي مخصصة للنساء، ومساحتها 800م².
- القاعة العلوية تقع في السدة، وهي مخصصة للرجال، ومساحتها 400 م².
- أما القاعة السفلية، فهي مخصصة للرجال، ومساحتها 300م².

وهناك ساحة فسيحة محيطة بالمسجد لاستعمالها أثناء صلوات الجمعة والتراويح وعِيدَيْ الفطر والأضحى

## قاعة الوضوء
يحتوي مسجد ععمر بن الخطاب على قاعة وضوء بجوار القاعة السفلية للصلاة. ويمكن الولوج إلى قاعة وضوء إما من المدخل الخارجي المطل على الشارع، وإما عبر سلالم داخلية تنزل من القاعة الرئيسية للصلاة. كما توجد بعض مرشات الاستحمام في هذه القاعة.

## المنبر
يحتوي مسجد عمر بن الخطاب على المنبر خشبي يصعد عليه الإمام الخطيب عند إلقائه الخطبتين في صلاة الجمعة وفق المذهب السني المالكي السائد في الجزائر.
يعتبر المنبر الخشبي، الذي يمكن تغيير مكانه، هو المعيار في المساجد العاصمية رغم استحداث نموذج المنابر الحائطية على شكل شرفات. وهذا المنبر هو مصطبة تستعمل من طرف الإمام الخطيب لإلقاء خطبة الجمعة قبل ركعتي صلاة الجمعة في المساجد العاصمية. وتتم قراءة القرآن في ركعتي صلاة الجمعة برواية ورش عن نافع التي هي القراءة السائدة في الجزائر منذ 12 قرنا.

## الموقع
يقع مسجد عمر بن الخطاب غير بعيد عن ميناء الجزائر والطريق الوطني رقم 11 في بلدية الجزائر الوسطى. وهذا الموقع الرائع في الشريط الساحلي والواجهة البحرية، في إطار مشروع تهيئة خليج الجزائر، يجعل منه موقعا استراتيجيا.
يقع هذا المسجد في وسط مدينة الجزائر العاصمة، ويطل على خليج الجزائر والبحر الأبيض المتوسط.
ويقع هذا الجامع في شمال متيجة ومنطقة القبائل.

## المحراب
يحتوي مسجد عمر بن الخطاب على محراب يقع في وسط حائط القبلة، وهو محراب مزخرف بعمودين جانبيين وقوس علوي وفق الطراز الـمغاربي. ويدل العش في المحراب فعليا على القبلة التي هي اتجاه الكعبة في مكة المكرمة إلى أين يولي المسلمون وجوههم أثناء الصلاة.

## الأعمدة
تحتوي قاعة الصلاة العلوية في مسجد عمر بن الخطاب على 12 عمودا. كما تحتوي قاعة الصلاة السفلية 10 أعمدة. وتتميز هذه أعمدة بكونها مربعة المقطع وارتفاعها 17 مترا حتى السقف الذي يحتمل ثقل القبة.

## المكتبة
يحتوي مسجد عمر بن الخطاب على مكتبة ثرية بالكتب وأمهات المراجع العلمية والثقافية. ويتم تنظيم محاضرات ودروس في هذه القاعة.

## القبة
يحتوي سقف مسجد عمر بن الخطاب على قبة قطرها 7 أمتار، وعلوها 4 أمتار. وهي قبة نصف كروية تقع في شرق سقف قاعة الصلاة العلوية.

## المئذنة
يحتوي مسجد عمر بن الخطاب على مئذنة متوسطة الارتفاع عن يمين المحراب. وهذه المنارة لها مقطع رباعي الضلوع، وهي ترتفع إلى علو 13 مترا. ويمكن الوصول إلى أعلاها عبر سلالم داخلية لولبية لها بابان في القاعتين السفلية والعلوية المخصصتين للرجال. وتعتبر هذه المئذنة المربعة من الخصائص الأساسية في المساجد العاصمية، حيث يكون عرض المئذنة هو ربع ارتفاعها وفق النموذج المعماري الـمغاربي.
ذلك أن هذه المئذنات المربعة، التي لا توجد منها اثنتان متطابقتان، تحتوي على عدة طوابق من القاعات المتراتبة.